# (20414) 1998 RH16
1998 أر إتش 16 (ويعرف أيضًا باسم (20414) 1998 أر إتش 16 وفق تسمية الكوكب الصغير) (بالإنجليزية: 1998 RH16)‏ هو كويكب ضمن حزام الكويكبات؛ وترتيبه 20414 من حيث الاكتشاف.
اكتُشف هذا الجُرم الفلكي بواسطة OCA–DLR Asteroid Survey ‏ في 9 سبتمبر 1998.

## وصلات خارجية
- (20414) 1998 RH16 في قاعدة بيانات مختبر الدفع النفاث لأجرام النظام الشمسي الصغيرة

- الاكتشاف · مخطط المدار ·  العناصر المدارية · المعلمات المادية

- (20414) 1998 RH16 على موقع ويكي سكاي: DSS2, SDSS, GALEX, IRAS, Hydrogen α, X-Ray, Astrophoto, Sky Map, Articles and images